# Arabie heureuse

Arabia Felix, Arabia Petræa et Arabia Deserta (par Christoph Weigel l'Ancien, 1720).

L’Arabie Heureuse (Εὐδαίμων Ἀραβία, Eudaemon Arabia en grec ancien, Arabia Felix en latin) désignait, pour les Grecs et les Romains, l'Arabie du Sud (actuel Yémen), relativement humide grâce à ses montagnes et à un important système d'irrigation, centre de la riche civilisation des Sabéens.

## Histoire
L'Arabie Heureuse représentait, pour les Romains, le plus souvent une terre semi-fabuleuse, où habitait le phénix et d'où provenait l'encens nécessaire aux actes religieux, ainsi que d'autres épices :

« Au-delà du débouché du Nil à Péluse se trouve, baignée par la mer Rouge, l’Arabie dite heureuse, regorgeant de parfums et de richesses. On désigne ainsi le pays des arabes Catabanes, Esbonites et Scénites, et hors ses frontières avec la Syrie elle est désertique, sans autre relief notable que le mont Casius. »

— Pline l'Ancien, Histoire Naturelle, livre V, chap. xii
Elle pouvait aussi constituer une étape sur les routes maritimes vers l'Inde et l'Extrême-Orient. Au milieu du IIe siècle une présence militaire romaine est attestée sur les îles Farasan, non loin des côtes du Yémen actuel, proche de l’entrée de la mer Rouge par le Bab-el-Mandeb.

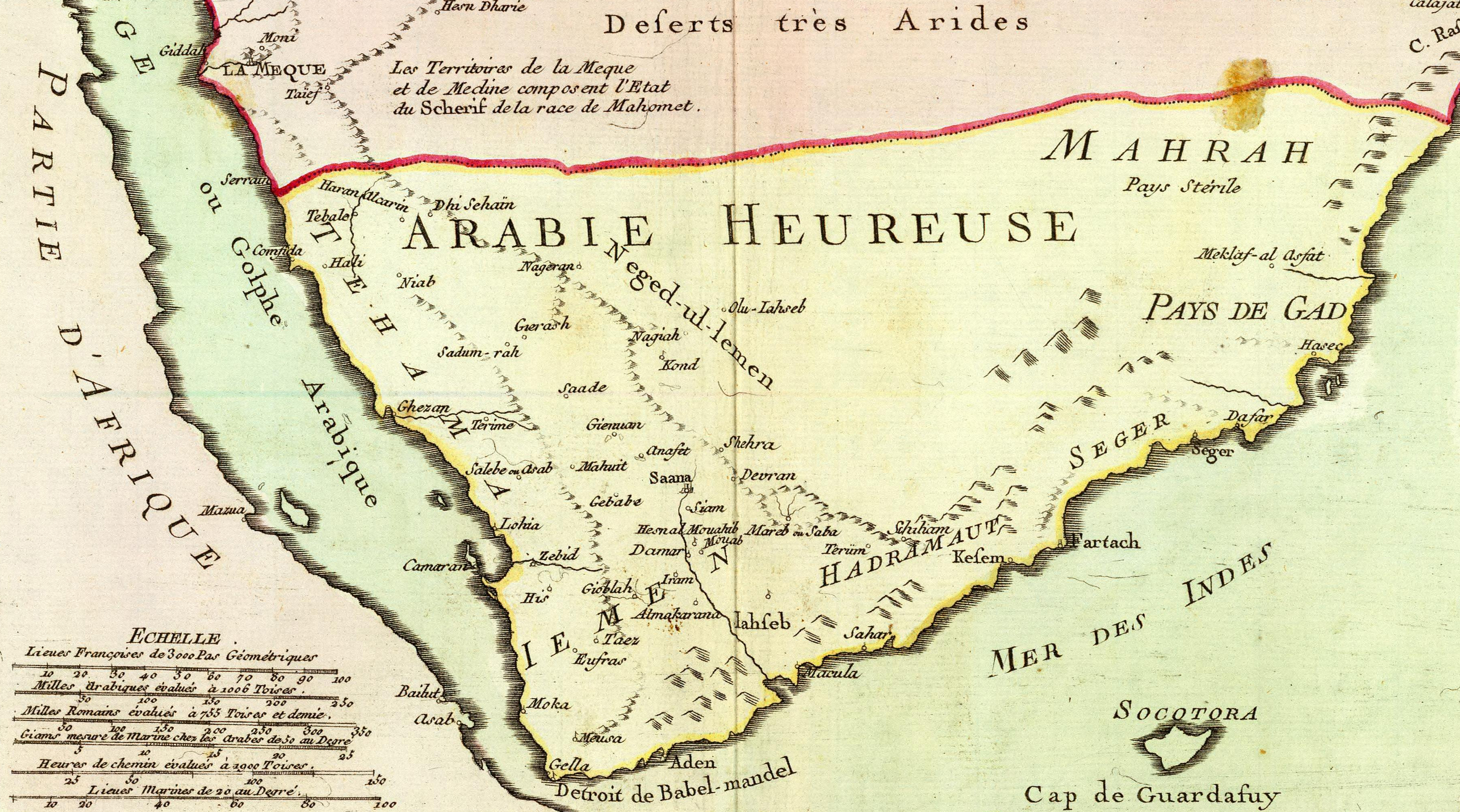
L'Arabie du Sud par Jean-Baptiste Louis Clouet.

L'Arabie Heureuse (Arabia felix) s'opposait par son nom aux autres « Arabies » connues par les Romains :
- l'Arabie Pétrée, ancien royaume des Nabatéens devenu province romaine en 106 ;
- l'Arabie déserte, décrite par Claude Ptolémée, constituée de déserts parcourus par les Arabes, immenses territoires arides qui s'étendaient jusqu'en Mésopotamie et étaient voués au nomadisme.

En 26 av. J.-C., le préfet d’Égypte Caius Aelius Gallus est chargé par Auguste de mener une expédition dans cette région. Mal guidée et peu préparée à un environnement en réalité hostile, l'armée romaine de 10 000 hommes meurt : la traversée du désert d'Arabie nous a été rapportée par Strabon, Dion Cassius et Pline l'Ancien,.